# ROKゴールデンナイター
ROKゴールデンナイター（アールオーケーゴールデンナイター）は、ラジオ沖縄のプロ野球（ナイター）中継番組である。

## 放送データ
時刻表記はすべてJST表記。

### 放送時間
- 金曜日 18:30 - 21:00（最大延長22:00） ※2023年5月 -

### 過去の放送時間
月曜日
- -1982年 18:10 - 21:10
- 1983-2000年 放送なし
- 2001-2003年 18:25 - 21:00（※2）
- 2004年 18:15 - 21:00（※2）
- 2005年 18:25 - 21:00（※2）
- 2006年- 放送なし

火曜日
- -1995年 18:10 - 21:00（※1）
- 1996-2003年 18:15 - 21:00
- 2004年 18:00 - 21:00
- 2005年 18:15 - 21:00
- 2006-2009年 18:30 - 21:00
- 2010年- 放送なし

水曜日
- -1995年 18:10-21:00（※1）
- 1996-2003年 18:15 - 21:00
- 2004年 18:00 - 21:00
- 2005年 18:15 - 21:00
- 2006-2014年 18:30 - 21:00
- 2015年- 放送なし

木曜日
- -1995年 18:10-21:00（※1）
- 1996-2003年 18:15 - 21:00
- 2004年 18:00 - 21:00
- 2005年 18:15 - 21:00
- 2006年-2020年 18:30 - 21:00
- 2021年- 放送なし

金曜日
- -1995年 18:10-21:00（※1）
- 1996-2003年 18:15 - 21:00
- 2004年 18:00 - 21:00
- 2005年 18:15 - 21:00
- 2006年- 18:30 - 21:00

土曜日
- -1995年 18:10 - 21:00（※1）
- 1996-1999年 18:15 - 21:00
- 2000-2003年 18:10 - 21:00（※3の場合のみ18:20 - 21:00）
- 2004年 18:00 - 21:00（※3の場合のみ18:10 - 21:00）
- 2005年 18:15 - 21:00（※3の場合のみ18:25 - 21:00）
- 2006年- 放送なし

日曜日
- -2003年 18:10 - 21:00（※1）
- 2004 - 2005年 18:00 - 21:00
- 2006年- 放送なし

備考
- 現在の最大延長は22:00までだが、かつては22:00 - 22:10がローカルニュースであるため、休止した上で22:10まで放送することもあったほか、21:55に平日帯の5分番組を編成していた時期には21:55までとしていた。

※1 1980年代前半までは21:10までだった（試合開始時間が今よりも遅かったため。延長の場合はその限りではない）。
※2 2001年よりマンデー・パ・リーグ開催に伴い月曜の放送が復活したが、2004年限りで廃止されたため2005年より放送も廃止された。
※3 2003年より毎月第3土曜日のみ「小泉総理 ラジオで語る」放送のため、放送開始時間が通常より10分遅れた。

### 放送内容
- NRNナイター

制作担当局
- 北海道：STVラジオ
- 仙台：東北放送（TBCラジオ）
- 東京：ニッポン放送
- 名古屋：東海ラジオ
- 大阪：朝日放送ラジオ（ABCラジオ）
- 広島：中国放送（RCCラジオ）
- 福岡：九州朝日放送（KBCラジオ）

- 原則的にニッポン放送ショウアップナイターの内容とほぼ同じだが、ニッポン放送が聴取率週間に自社ローカルのみで放送する場合、裏送りでのネットとなる。2009年には火曜日の放送がラジオ沖縄への単独ネットとなる場合もあった（2010年以降は火曜日、2015年以降は水曜日、2021年以降は木曜日の放送が廃止されたと同時に、火曜-木曜にNRNナイターを担当する大阪MBSラジオ制作分が2021年度以降放送されなくなった）。
- 2005年までは土・日の放送（文化放送送り出し）もあったが、2006年から廃止された。以下は廃止時のネット状況。
  - 月曜は文化放送ライオンズナイター、土・日は文化放送ホームランナイターの内容とほぼ同じ。
  - 関西発は月曜がABC制作の裏送り、土・日はラジオ大阪制作。
  - 土・日は仙台発がTBC制作、広島発がRCC制作のそれぞれ裏送り（一部文化放送制作の場合もあり、月曜もネットによっては裏送りの場合も）。

### テーマ音楽
- Out of Wind / DIMENSION （現在）
  - オープニングとエンディングで使用されている。

過去のテーマ音楽
- GYM QUEST（1990年代）
  - それまではかつて高校野球中継で使われていたテーマ音楽（行進曲風・タイトル不明）が使われていた。

## 試合終了後のプログラム
- ミュージックラインナップ（野球中継が定時で終了した場合は21:00 - 22:00。ナイター延長時は放送時間短縮・休止の場合あり）

## 備考
- RBCiラジオの「RBCiラジオ エキサイトナイター（2017年限りでレギュラー編成としては終了。ただし、RBCが主催する沖縄セルラースタジアム那覇での公式戦は特番として中継）」共々、全国ネットスポンサーに加えて、地元のローカル企業をスポンサーに付けている。
- 1997年までROKのNRN同時ネット放送時は電話でラジオを聞いている様で音質が悪く、このナイター中継も例外ではなかったが、同年秋の番組改編で改善され1998年からはナイター中継も他局同様クリアな音声で聴取可能になった。
- CM明けのジングルは、宮田隆太郎元アナウンサーのナレーションで「ナイター中継はラジオ沖縄！」という台詞が入り、そのあとバットに当たる音が3回繰り返される（かつてはバットに当たる音が1回鳴り「ナイターはラジオ沖縄！」の台詞のあと、当たる音が3回鳴るというものだった。また、高校野球放送時にはゴールデンナイターのオープニング効果音が流れて、台詞も「高校野球はラジオ沖縄！」となる。）。
- 日本シリーズの中継のネット受けは行っていない。RBCiラジオも2009年からは中継していないため、沖縄地区での日本シリーズのラジオ中継はNHKラジオ第1放送のみとなっている。
- 2010年から火曜日の放送をとりやめ、自社のワイド番組を放送することになった。併せて、地元にプロ野球球団を持たないNRN単独ネット局は、すべて火曜日のナイター中継をとりやめた。
- 2010年から行われている沖縄でのプロ野球公式戦ナイターについては、主催がライバル局のRBCということもあり、全国ネットカードになる場合のみ放送を行う(RBCiラジオのようにローカル放送はしないうえ、仮に全国ネットカードになっても火曜日のようにレギュラー放送を行わない曜日には中継せず、別途NRN系列局が乗り込む時に技術協力を行うのみ)。そのため、2014年7月9日の「DeNA×巨人」で初めてROKは沖縄でのプロ野球ナイター公式戦の中継が実現した（ニッポン放送制作・ROK技術協力）。
- 1975年に沖縄でのデーゲームで「大洋（現DeNA）vs 広島」の公式戦が行われた際にはRCCが乗り込み自社制作した中継を受ける形（自社も技術協力）で放送した。
- 2020年は新型コロナウイルス感染症による影響でプロ野球の開幕が6月19日に延期されたが、開幕前日の6月18日までの本放送枠では、元々水曜日の定時番組であった「山原麗華の元気なナツメロ(爆笑)」を増枠扱いで放送し、NRNナイター代替番組である「ザ・フォーカス」ならびに「フライデーナイタースペシャル」のネットは行わなかった。NRNナイターネット局のうち、中継制作を行わない局では、唯一自社制作で野球中継の代替番組を編成していた。
- 2024年現在、プロ野球中継が金曜のナイター中継のみの民放ラジオ局は、他に栃木放送、和歌山放送、RSKラジオ（RSK山陽放送）、南海放送、南日本放送がある（これらも過去には月曜以外の平日ほぼ毎日放送していたが、放送回数を段階を追って減らしている。2021年まではLuckyFM茨城放送も金曜ナイターのみ放送していたが、同年をもって終了）。
- 野球中継後のクッション番組として基本的にはミュージックラインナップが放送されるが、編成上、他の番組をクッション番組とする年がある。